# Emilia Cercenado Mansilla
Emilia Cercenado Mansilla és una científica espanyola especialista en Microbiologia i Parasitologia al departament de Microbiologia i Malalties Infeccioses de l'Hospital General Universitari Gregorio Marañón (Madrid). És professora associada de Microbiologia en el Departament de Medicina de la Universitat Complutense de Madrid.

## Trajectòria acadèmica
Es va llicenciar en Farmàcia per la Universitat Complutense de Madrid en 1982. Després, va realitzar la residència en l'especialitat de Microbiologia Clínica i Parasitologia a l'Hospital Universitari Ramón y Cajal entre els anys 1983 i 1985. En 1986 va realitzar una estada a la Universitat de Califòrnia (Los Angeles, Estats Units) on va adquirir experiència en el camp de la parasitologia clínica. Més tard va realitzar una altra estada a l'Hospital Deaconess de l'Escola de Medicina de la Universitat Harvard (Estats Units) on va estudiar l'epidemiologia molecular de la resistència a antimicrobians.

### Línies de recerca
Les seves línies de recerca s'han desenvolupat en el camp de la Microbiologia i la Parasitologia, incloent l'estudi clínic de malalties causades per microorganismes així com l'estudi de la resistència antimicrobiana.

### Publicacions
Durant la seua trajectòria professional ha publicat nombrosos articles en revistes tant nacionals com internacionals, i capítols de llibres especialitzats, així com ponències en congressos i seminaris de recerca.

## Mèrits
Va ser membre del Comité Español del Antibiograma (COESANT) de la Societat Espanyola de Malalties Infeccioses i Microbiologia Clínica (SEIMC).